# Emmesomyia longipes
Emmesomyia longipes este o specie de muște din genul Emmesomyia, familia Anthomyiidae, descrisă de Fritz Isidore van Emden în anul 1941.
Este endemică în Uganda. Conform Catalogue of Life specia Emmesomyia longipes nu are subspecii cunoscute.